# Galižana
Galižana (olaszul: Gallesano) falu Horvátországban, Isztria megyében. Közigazgatásilag Vodnjanhoz tartozik.

## Fekvése
Az Isztriai-félsziget nyugati részén, Pólától 7 km-re északra, községközpontjától 3 km-re délkeletre, a Pólát az Isztria északi részével összekötő A9-es autóút és a 21-es számú főút között fekszik.

## Története
Területe már a történelem előtti időkben és a római korban is lakott volt. A település neve is valószínűleg római eredetű (Gallicianum). A 10. századtól a 12. századig önálló plébániaként említik. A 9. századtól a pólai püspök, 1300-tól az aquileiai pátriárka fennhatósága alá tartozott, majd a Velencei Köztársaság része lett. Jelentősebb gazdasági fejlődését az Isztriát átszelő vasútvonal 1876-os megépítésének köszönhette, de itt haladt át a Pólát Vodnjannal összekötő út is.
1857-ben 823, 1910-ben 2581 lakosa volt. Az első világháború következményei nagy politikai változásokat hoztak az Isztrián. 1920-tól 1943-ig az Isztriával együtt olasz uralom alá tartozott. Az olasz kapitulációt (1943. szeptember 8.) követően az Isztria német megszállás alá került, mely 1945-ig tartott. A háborút hosszas diplomáciai harc követte Jugoszlávia és Olaszország között az Isztria birtoklásáért. Az 1947-es párizsi békekonferencia Jugoszláviának ítélte, melynek következtében az olasz anyanyelvű lakosság Olaszországba menekült. 1991-óta a független Horvátországhoz tartozik. 2011-ben 1490 lakosa volt. Lakói mezőgazdasággal (szőlő és olajbogyó termesztés) és állattartással foglalkoznak, de többen járnak a közeli Pólára és Vodnjanra dolgozni a turizmus és a vendéglátás területén.

## Lakosság
| Lakosság változása | Lakosság változása | Lakosság változása | Lakosság változása | Lakosság változása | Lakosság változása | Lakosság változása | Lakosság változása | Lakosság változása | Lakosság változása | Lakosság változása | Lakosság változása | Lakosság változása | Lakosság változása | Lakosság változása | Lakosság változása |
| ------------------ | ------------------ | ------------------ | ------------------ | ------------------ | ------------------ | ------------------ | ------------------ | ------------------ | ------------------ | ------------------ | ------------------ | ------------------ | ------------------ | ------------------ | ------------------ |
| 1857               | 1869               | 1880               | 1890               | 1900               | 1910               | 1921               | 1931               | 1948               | 1953               | 1961               | 1971               | 1981               | 1991               | 2001               | 2011               |
| 823                | 1037               | 1200               | 1373               | 1836               | 2581               | 2409               | 2514               | 1303               | 1043               | 1949               | 2030               | 1142               | 1248               | 1349               | 1490               |

## Nevezetességei
A település központja a főtér körül alakult ki, melyet egyszerű lakóházak öveznek és amelyek közül kiemelkedik az 1676-ban épített Giocondo-Petris-palota.
- Szent Rókus tiszteletére szentelt plébániatemplomát 1634-ben építették a korábbi templom helyén. Mai barokk formáját az 1879-es átépítéskor kapta. Egyhajós épület félköríves apszissal, két sekrestyével és különálló harangtoronnyal. Bejárata felett építtetőjének Giulio Sarazene pólai püspöknek a címere látható. Értékes még a falu védőszentjének Szent Rókusnak, valamint Szent Péternek és Szent Józsefnek a szobra. A 17. századi harangtorony 36 méter magas, 1867-ben átépítették.
- Szent Justus tiszteletére szentelt temploma a 12. – 13. században épült román stílusban. A háromhajós épület volt 1634-ig a település plébániatemploma. Története során többször átépítették, előbb gótikus, majd barokk stílusban. Érdekessége, hogy a jobb oldali hajó 80 cm-re szélesebb a bal oldalinál és emiatt megbontja a homlokzat szimmetriáját. A homlokzat felett nyitott kétnyílásos harangtorony áll, harang nélkül. Korábban körülötte volt a település temetője.
- A szeplőtelen fogantatás (Bezgrješnog začeća Blažene Djevice Marije, olaszul Madonna della Concetta vagy del Carso) tiszteletére szentelt temploma egy ókori olajprésüzem alapjain épült a 12. században. Egyhajós épület négyszögletes belső apszissal. Története során többször átépítették, de a 19. században Ferenc Ferdinánd főherceg látogatására eredeti formájában állították helyre. A bejárat belső oldala felett 2003-ban a Piétát ábrázoló gótikus freskót tártak fel.
- Remete Szent Antal tiszteletére szentelt kis temploma a 15. században épült gótikus stílusban feltehetően egy kora keresztény templom alapjain. Az ajtó feletti kőgerendán az 1443. IX. 2. dátum olvasható. A déli külső falba 10. és 11. századi indás és görög kereszt motívumos díszítésű kőfaragványok töredékei vannak beépítve.
- Szent József tiszteletére szentelt kis temploma a 15. században épült, egykor egy bencés kolostor része volt.
- A település határában több középkori szakrális épület maradványai találhatók. A Szent Mór templom a 6. században épült. Az egyhajós, három apszisos savolagi Szent Zénó templom a 9. században épült egy korábbi templom helyén. A vižaneli Szent Pelegrin templom egyhajós kora román épület félköríves apszissal. A val sudigai Szent Lúcia templom egyhajós épület bizánci stílusú sokszögletes apszissal. A Szent Szilveszter templom valószínűleg kora román stílusú épület, régészeti kutatása még nem történt meg. A Szent Péter templom egyhajós kora keresztény épület.